# Chronologie du statut des femmes en Belgique
Cette chronologie du statut des femmes en Belgique présente quelques dates importantes de l'évolution de ce statut et quelques dates marquantes du féminisme en Belgique, ainsi que quelques dates du contexte français ou international. 

## XIXesiècle
- 1847 : création de la fonction d'inspectrice des écoles maternelles, primaires et normales pour filles, et nomination de Zoé de Gamond, mais à sa mort la fonction est supprimée.
- 1864 : Isabelle Gatti de Gamond fonde la première école secondaire pour filles à Bruxelles, avec un programme éducatif complet pour l'enseignement secondaire inférieur.
- 1867 : loi criminalisant l'avortement (crime contre « l'ordre des familles et de la moralité publique »).
- 1868 : La baronne Léonie de Waha fonde le premier établissement d'enseignement secondaire pour jeunes demoiselle de Liège, place Saint-Paul. L'objectif est de permettre l'émancipation des jeunes liégeoises en dehors de l'enseignement prodigué par les couvents. Fait révolutionnaire pour le temps : les jeunes filles peuvent y choisir le cours de religion auquel elles assistent.
- 1879 : Un second établissement secondaire pour jeune fille est fondé à Bruxelles par Henriette Dachsbeck.
- 1880 : l'université libre de Bruxelles s'ouvre aux femmes, suivie par l'université de Liège en 1881 et par celle de Gand en 1882.

- 1884 : Isala Van Diest ouvre un cabinet médical. Pour permettre aux femmes de travailler comme médecin, un décret royal a dû être rédigé spécialement. Van Diest refusée en 1873 à la faculté de médecine de Louvain avait obtenu son diplôme en 1877 à Berne.
- 1888 : Marie Popelin est exclue du Barreau par la Cour de cassation.
- 1890 : la loi du 10 avril donne le droit explicite aux femmes d'accéder à tous les diplômes universitaires, ainsi qu'à celui de médecin et de pharmacien.
- 1892 : Isabelle Gatti de Gamond crée une section pré-universitaire au sein de son propre institut.
- 1892 : Marie Popelin, Louis Frank et Isala Van Diest fondent la Ligue belge du droit des femmes. Leur objectif principal est de revendiquer l'égalité juridique des femmes.
- 1893 : la première nomination d'une femme dans la fonction publique : Alice Bron devient membre du centre public d'aide sociale de Monceau-sur-Sambre.
- 1897 : La Ligue belge du droit des femmes organise un congrès féministe international à Bruxelles et y invite le Conseil international des femmes
- 1900 : la loi reconnaît le droit à l'épargne de la femme mariée, ainsi que le droit d'obtenir un contrat de travail et d'encaisser son propre salaire (avec un maximum de 3 000 francs par an).

## XXesiècle
- 1902 : création de l'Union féministe belge et du Féminisme chrétien de Belgique (Louise van den Plas)
- 1905 : création du Conseil national des femmes de Belgique
- 1907 : un premier athénée pour filles est fondé à Gand. Offrant également un enseignement secondaire supérieur, il permet aux filles d'avoir un accès plus aisé à l'université.
- 1912 : création de l'Union des femmes de Wallonie par Léonie de Waha et Marguerite Delchef[1]
- 1914-1918 : Première Guerre mondiale
- 1919 : un nombre limité de femmes obtient le droit de vote : les mères et les veuves de militaires et de civils tués par l'ennemi ainsi que les femmes emprisonnées ou condamnées par l'occupant.
- 1920 : la loi du 15 avril accorde le droit de vote et d'égilibité aux femmes aux élections communales (à l'exception des prostituées et des femmes adultères). Les femmes ont également le droit de se faire élire à la Chambre et au Sénat, même si elles n'ont pas le droit de voter aux élections législatives. (droit de Suffrage « universel » accordé aux hommes)
- 1921 : la Ligue belge du droit des femmes crée un parti féminin, le Parti général des femmes belges. Cette initiative ne connaît aucun succès.
- 1921 : 181 conseillères communales sont élues lors des élections communales.
- 1921 : des barèmes salariaux équivalents sont introduits pour les enseignants masculins et féminins. C'est le premier pas important vers l'égalité salariale entre hommes et femmes.
- 1921 : les femmes obtiennent le droit d'exercer les fonctions de bourgmestre, d'échevin, de secrétaire communal ou de receveur. Les femmes mariées doivent cependant toujours avoir l'accord de leur mari pour entrer en fonction.
- 1921 : Marie Spaak-Janson devient la première sénatrice belge, par cooptation.
- 1922 : les femmes obtiennent le droit d'exercer le métier d'avocat.
- 1928 : création du Groupement belge pour l'affranchissement de la femme (qui se scindera l'année suivante en La porte ouverte et le BBAF).
- 1929 : Lucie Dejardin devient le premier membre féminin de la Chambre des Représentants, par élection directe.
- 1932 : loi sur le principe d'égalité entre époux et le principe d'unité de direction des affaires du ménage.
- 1934 : toutes les fonctions du secteur public sont désormais réservées aux hommes[2]. À la suite de la crise de 1933, afin de préserver l'emploi des hommes, des mesures sont prises, comme en 1935 la réduction du salaire des fonctionnaires féminins et la fin de recrutement d'agents féminins de l'État sauf pour le nettoyage des bureaux. Après des protestations massives, ces arrêtés seront abrogés.
- 1940-1945 : Seconde Guerre mondiale
- 1948 : le droit de vote des femmes aux élections parlementaires, ainsi qu'aux élections provinciales est reconnu par la loi.
- 1949 : première participation des femmes aux élections législatives
- 1952 : la Belgique signe la « Convention 100 » du Bureau international du travail, portant sur l'égalité des salaires.
- 1957 : la Belgique ratifie le Traité de Rome, fondant la Communauté économique européenne. L'article 119 de ce traité porte sur l'égalité salariale entre hommes et femmes.
- 1958 : loi sur l'égalité entre époux, la suppression de la puissance maritale et l'incapacité de la femme mariée.
- 1962 : création du premier centre de planning familial en région francophone, La Famille heureuse, dont le but est de lutter contre les avortements clandestins
- 1965 : première femme au gouvernement belge : Marguerite De Riemaecker-Legot en tant que ministre de la famille et du logement.
- 1965 : naissance du comité À Travail égal, salaire égal.
- 1966 : à peu près trois mille travailleuses de l'usine d'armes de la Fabrique nationale à Herstal se mettent en grève, afin d'obtenir l'égalité des salaires. La grève dure 11 semaines.

## Seconde vague duféminisme(ou néoféminisme)
- 1968 : Gabrielle Defrenne, hôtesse de l'air, entame un procès contre la compagnie aérienne Sabena pour discrimination sexuelle. La Sabena oblige les femmes à partir en retraite à 40 ans, alors que leurs collègues masculins ont le droit de poursuivre le travail jusqu'à l'âge légal de la retraite.
- 1970 : la première action Votez femme à Bruges, organisée à l'occasion des élections communales, est un succès : le nombre de femmes élues monte de deux à sept.
- 1971 : la loi sur les contrats de travail interdit aux employeurs de renvoyer les femmes pour cause de grossesse ou de mariage.
- 1971 : le principe de l'égalité est appliqué aux allocations de chômage.
- 11 novembre 1972 : première Journée nationale des femmes (jour choisi d'après le passage de Simone de Beauvoir à Bruxelles)
- 1972 : création du VOK en Flandres, comité de coordination des femmes : pluraliste, comprenant des femmes venant d'horizons idéologiques divers
- 1973 : arrestation du docteur Peers (qui pratiquait des avortements) : vastes manifestations et radicalisation des groupes. C'est le début de longues luttes et tentatives pour dépénaliser l'avortement.
- 1973 : création du Groupe de recherche et d'informations féministes (GRIF) et première parution des Cahiers du Grif, revue internationale féministe francophone[3] fondée par Françoise Collin[4].
- 1973 : l'interdiction légale portant sur la propagation et la publicité pour les contraceptifs est levée.
- 1974 : la commission pour l'emploi des femmes est créée dans le cadre de la préparation de l'Année internationale de la femme en 1975. Il s'agit d'un organisme consultatif au sein du ministère du Travail et de l'Emploi, proposant des mesures en rapport avec le travail des femmes. Cette commission fonctionne jusqu'en 1985.
- 1974 : un parti féministe se présente aux élections législatives : le VFP (Parti féministe unifié). Il n'obtient aucun siège.
- 1974 : la loi sur l'égalité parentale accorde les mêmes responsabilités au père et à la mère dans l'éducation ainsi que dans la gestion des biens des enfants.
- 1975 : la concertation sociale aboutit à un Contrat collectif du travail (CCT) pour l'égalité salariale.
- 1976 : du 4 au 8 mars, Bruxelles accueille le Tribunal international des crimes contre les femmes. Près de 2 000 femmes sont présentes et viennent des cinq continents. Parmi les participantes figure Diana E. H. Russell, sociologue américaine et féministe qui a contribué à conceptualiser le concept de féminicide, ainsi que Nicole Van de Ven, journaliste belge, avec qui Diana E. H. Russell co-écrit l'ouvrage The proceedings of the International Tribunal on Crimes against Women (1976)[5].
- 1976 : le 11 novembre, la Journée des femmes a pour thème « Avortement, les femmes décident ». Création de comités pour la dépénalisation de l'avortement pour centraliser les actions des groupes régionaux et de développer d'autres groupes de pression.
- 1976 : la loi impose l'égalité des hommes et des femmes dans l'exercice des droits sur la propriété matrimoniale et consacre l'égalité de l’homme et de la femme dans le mariage. Les femmes obtiennent l'autorisation d’ouvrir un compte sans l’autorisation du conjoint.

## Troisième vague du féminisme
- 1978 : création du premier centre de documentation RoSa (néerlandophone)
- 1979 : création de l'asbl Université des Femmes (francophone)
- 1980 : 2e Conférence mondiale de la décennie des Nations unies pour la femme : égalité, développement et paix (Copenhague)
- 1984 : une nouvelle loi protège les droits de succession du partenaire survivant.
- 1985 : un secrétariat d'État pour l’Émancipation sociale est créé au niveau fédéral. L'égalité des chances fait son entrée officielle en politique.
- 1986 : une nouvelle commission pour le travail des femmes est créée au sein du secrétariat d'État à l’Émancipation sociale.
- 1986 : premier centre académique d'études de la condition féminine (women's studies) à la VUB  (reconnu officiellement comme centre de recherche en 1998)
- 1989 : la politique de l'égalité des chances est confiée au ministre de l'Emploi et du Travail.
- 1990 : l'IVG est partiellement dépénalisée (article 350 du code pénal, modifié par la loi du 3 avril 1990).
- 1993 : un Conseil pour l'égalité des chances est créé au niveau fédéral, poursuivant le travail de la Commission pour l'emploi des femmes, créée en 1986.
- 1994 : la loi Smet-Tobback impose aux partis de confier au minimum un tiers des places de leurs listes aux femmes, à tous les niveaux électoraux, de la commune à l'Europe.
- 1995 : la première femme ministre de l'Égalité des chances est nommée au sein du gouvernement flamand.
- 1995 : créations fédérales[6], Amazone, centre de rencontres pour les femmes, hébergeant des associations féministes et Sophia, un réseau de coordination des études féministes.
- 2002 : création de l’Institut pour l'égalité des femmes et des hommes, une institution publique fédérale belge qui a pour mandat de garantir et de promouvoir l’égalité des femmes et des hommes, de combattre toute forme de discrimination et d’inégalité basée sur le sexe.
- 2003 : parité et alternance dans les listes électorales en Belgique
- 2005 : rencontre mondiale des femmes pour l'évaluation de Beijing + 10.